# Grades de l'armée brésilienne
Cet article donne les grades en vigueur dans les Forces armées brésiliennes.

## Classifications des grades de l'armée brésilienne
Selon le Statut des militaires (Loi 6.880 du 9 décembre 1980), l'armée est divisée en deux classes:  officier , selon leur indice de points; et  homme du rang , classé par degrés. Ces classes sont subdivisées entre autres en fonction du niveau de responsabilité et de qualification professionnelle. Chaque rang correspond à des insignes réglementaires. Ceux-ci sont repris dans le tableau ci-dessous qui indique, outre l'insigne et le rang, la traduction littérale du rang ainsi que son équivalent dans l'armée française entre parenthèses.
- Pourvu seulement en temps de guerre

|                          | Code OTAN | Marinha do Brasil (Marine)                                                    | Exército Brasileiro (Terre)                                  | Força Aérea Brasileira (Air)                                                      |
| ------------------------ | --------- | ----------------------------------------------------------------------------- | ------------------------------------------------------------ | --------------------------------------------------------------------------------- |
| Officiers généraux       | OF-10     | Almirante Amiral (Amiral)                                                     | Marechal Maréchal (Maréchal)                                 | Marechal-do-Ar Maréchal de l'Air (Maréchal)                                       |
| Officiers généraux       | OF-9      | Almirante-de-Esquadra Amiral d'Escadre (Vice-amiral d'escadre)                | General de Exército Général d'Armée (Général d'armée)        | Tenente-Brigadeiro-do-Ar Lieutenant-Brigadier de l'Air (Général d'armée aérienne) |
| Officiers généraux       | OF-8      | Vice-Almirante Vice-Amiral (Vice-amiral)                                      | General de Divisão Général de Division (Général de division) | Major-Brigadeiro Major-Brigadier (Général de division aérienne)                   |
| Officiers généraux       | OF-7      | Contra-Almirante Contre-Amiral (Contre-amiral)                                | General de Brigada Général de Brigade (Général de brigade)   | Brigadeiro Brigadier (Général de brigade aérienne)                                |
| Officiers supérieurs     | OF-5      | Capitão de Mar e Guerra Capitaine de Mer et de Guerre (Capitaine de vaisseau) | Coronel Colonel (Colonel)                                    | Coronel Colonel (Colonel)                                                         |
| Officiers supérieurs     | OF-4      | Capitão de Fragata Capitaine de Frégate (Capitaine de frégate)                | Tenente-Coronel Lieutenant-Colonel (Lieutenant-Colonel)      | Tenente-Coronel Lieutenant-Colonel (Lieutenant-Colonel)                           |
| Officiers supérieurs     | OF-3      | Capitão de Corveta Capitaine de Corvette (Capitaine de corvette)              | Major (Commandant)                                           | Major (Major) (Commandant)                                                        |
| Officiers intermédiaires | OF-2      | Capitão-Tenente Capitaine-Lieutenant (Lieutenant de vaisseau)                 | Capitão Capitaine (Capitaine)                                | Capitão Capitaine (Capitaine)                                                     |
| Officiers subalternes    | OF-1      | Primeiro Tenente Premier Lieutenant (Enseigne de vaisseau de 1re classe)      | Primeiro Tenente Premier Lieutenant (Lieutenant)             | Primeiro Tenente Premier Lieutenant (Lieutenant)                                  |
| Officiers subalternes    | OF-1      | Segundo Tenente Second Lieutenant (Enseigne de vaisseau de 2e classe)         | Segundo Tenente Second Lieutenant (Sous-lieutenant)          | Segundo Tenente Second Lieutenant (Sous-lieutenant)                               |
| Officiers subalternes    | OF-D      | Guarda-Marinha Garde-Marin (Aspirant)                                         | Aspirante Aspirant (Aspirant)                                | Aspirante Aspirant (Aspirant)                                                     |
| Hommes du rang           | OR-9      | Suboficial Sous-Officier (Maître principal)                                   | Subtenente Sous-Lieutenant (Adjudant)                        | Suboficial Sous-Officier (Adjudant)                                               |
| Hommes du rang           | OR-7      | Primeiro-Sargento Premier Sergent (Premier maître)                            | Primeiro-Sargento Premier Sergent (Sergent-major)            | Primeiro-Sargento Premier Sergent (Sergent-major)                                 |
| Hommes du rang           | OR-6      | Segundo-Sargento Second Sergent (Maître)                                      | Segundo-Sargento Second Sergent (Sergent-chef)               | Segundo-Sargento Second Sergent (Sergent-chef)                                    |
| Hommes du rang           | OR-5      | Terceiro-Sargento Troisième Sergent (Second maître)                           | Terceiro-Sargento Troisième Sergent (Sergent)                | Terceiro-Sargento Troisième Sergent (Sergent)                                     |
| Hommes du rang           | OR-3      | Cabo Caporal (Quartier-maître)                                                | Cabo Caporal (Caporal)                                       | Cabo Caporal (Caporal)                                                            |
| Hommes du rang           | OR-2      | Marinheiro Matelot (Matelot)                                                  | Soldado Soldat (Soldat)                                      | Soldado Soldat (Aviateur)                                                         |

Observations:
- Toutes les épaulettes de la Marine dans le tableau ci-dessus sont représentées avec une spécialisation.
- Les insignes d'épaule de l'Armée de terre dans le tableau ci-dessus sont représentés avec une spécialisation.
- Les épaulettes et insignes d'épaule de la Force aérienne sont représentés sans spécialisation, à l'exception des plaques de lieutenant-général et maréchal de l'Air
- Les fonctions des grades de Almirante, Marechal et Marechal-do-Ar ne sont occupés qu'en cas de guerre seulement.
- À quelques exceptions près, les notes à l'insigne sont également utilisées avec une spécialisation distinctive.

## Police Militaire brésilienne
Officiers
| Coronel (Colonel) | Tenente-coronel (Lieutenant Colonel) | Major (Major) | Capitão (Capitaine) | Primeiro-tenente (Premier-lieutenant) | Segundo-tenente (Sous-lieutenant) | Aspirante-a-oficial (Aspirant Officier) |
| ----------------- | ------------------------------------ | ------------- | ------------------- | ------------------------------------- | --------------------------------- | --------------------------------------- |
|                   |                                      |               |                     |                                       |                                   |                                         |

Hommes du rang
| Subtenente (Aspirant) | primeiro Sargento (1er Sergent) | segundo Sargento (2e Sergent) | terceiro Sargento (3e Sergent) | cabo (Caporal) | soldado (Soldat) |
| --------------------- | ------------------------------- | ----------------------------- | ------------------------------ | -------------- | ---------------- |
|                       |                                 |                               |                                |                |                  |